# 尾張橫須賀站
尾張橫須賀站（日语：／ Owariyokosuka eki */?）是位於愛知縣東海市養父町北反田，名古屋鐵道（名鐵）的常滑線車站。車站編號為TA10。

## 歷史

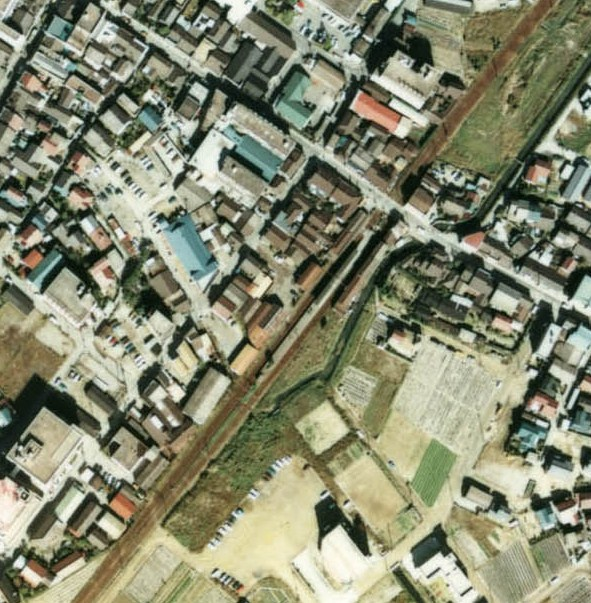
地上車站時代的尾張橫須賀站。當時為1面2線島式月台。（國土航空相片）。

- 1912年（明治45年）2月18日 - 愛知電氣鐵道（日语：愛知電気鉄道）傳馬町至大野町之間開通，此站啟用。當時車站位於近太田川的一方。
- 1935年（昭和10年）8月1日 - 愛知電氣鐵道與名岐鐵道合併，成為名古屋鐵道。
- 1990年（平成2年）3月 - 車站高架化工程開始，設置臨時路軌。車站遷移至現在的地方。
- 1992年（平成4年）11月22日 - 車站高架化工程完成[1]。
- 2005年（平成17年）1月29日 - 部分特急列車停此站，所有其他類別列車均停此站[2]。
- 2011年（平成23年）2月11日 - 車站可以使用「manaca」IC卡。
- 2012年（平成24年）2月29日 - 車站不可使用交通儲值卡「Trans Pass（日语：トランパス (交通プリペイドカード)）」。

## 車站構造
本站為高架車站，設有2面2線的相對式月台。本站為整日有人車站。月台可容納6卡車廂，8卡編成的列車中，後尾2卡車廂的車門不會打開（選擇性車門操作）。閘內設有男女廁所。也設有可供輪椅使用的升降機，以及電梯。
| 月台 | 路線   | 上下行 | 方向                   |
| ---- | ------ | ------ | ---------------------- |
| 1    | 常滑線 | 下行   | 中部國際機場方向       |
| 2    | 常滑線 | 上行   | 太田川、名鐵名古屋方向 |

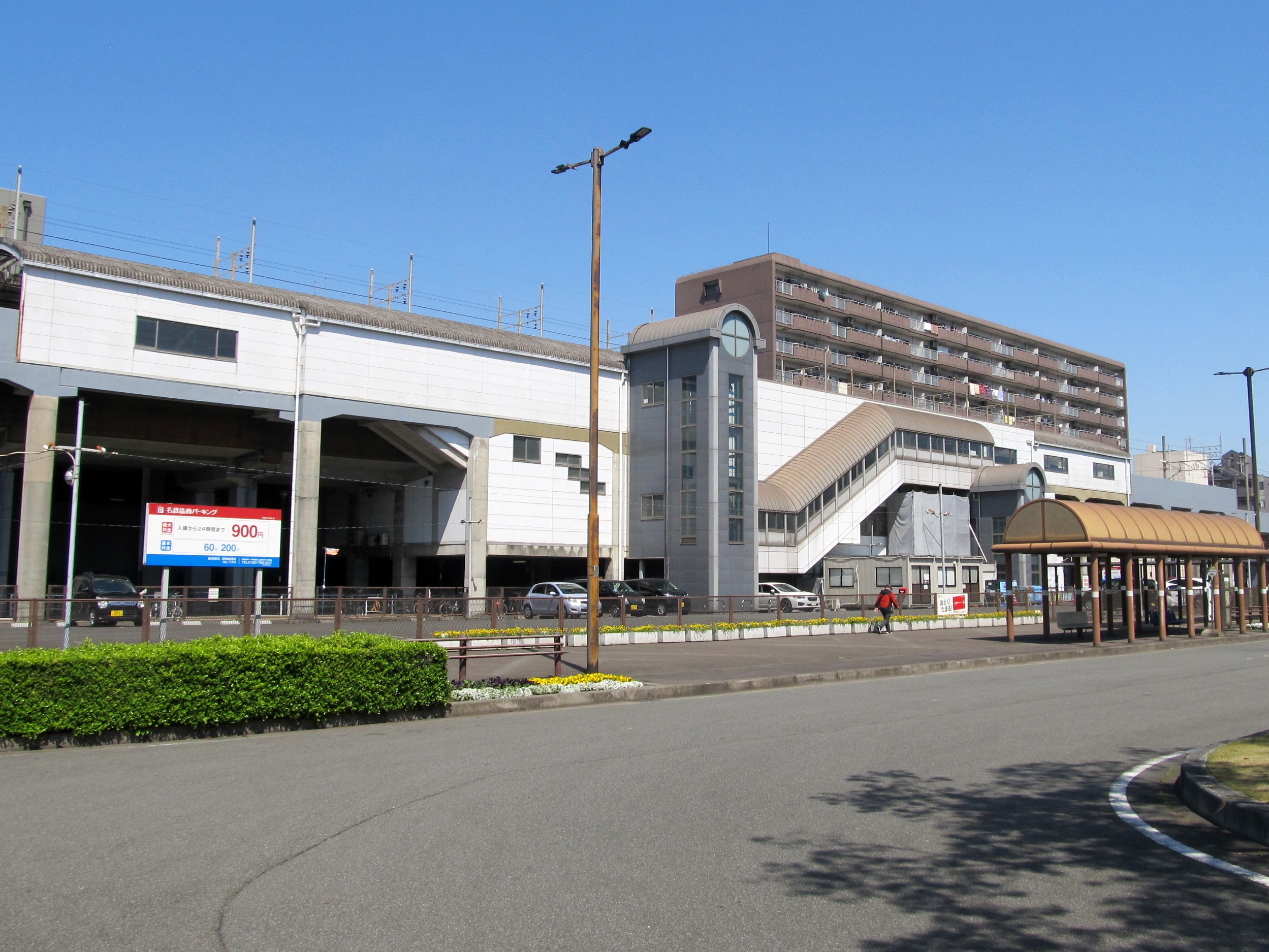
東出口（2023年4月）
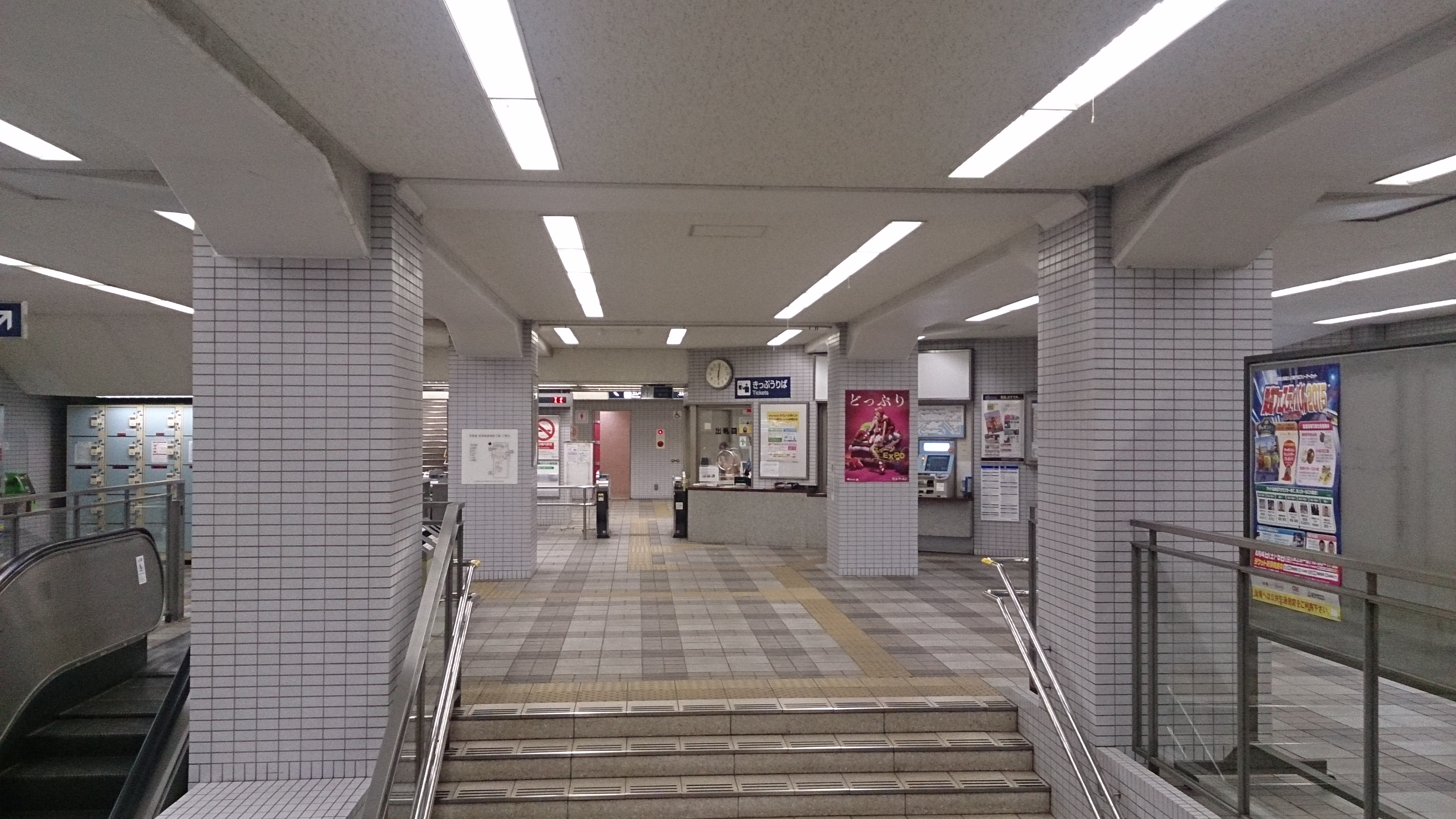
驗票口(2015年3月)
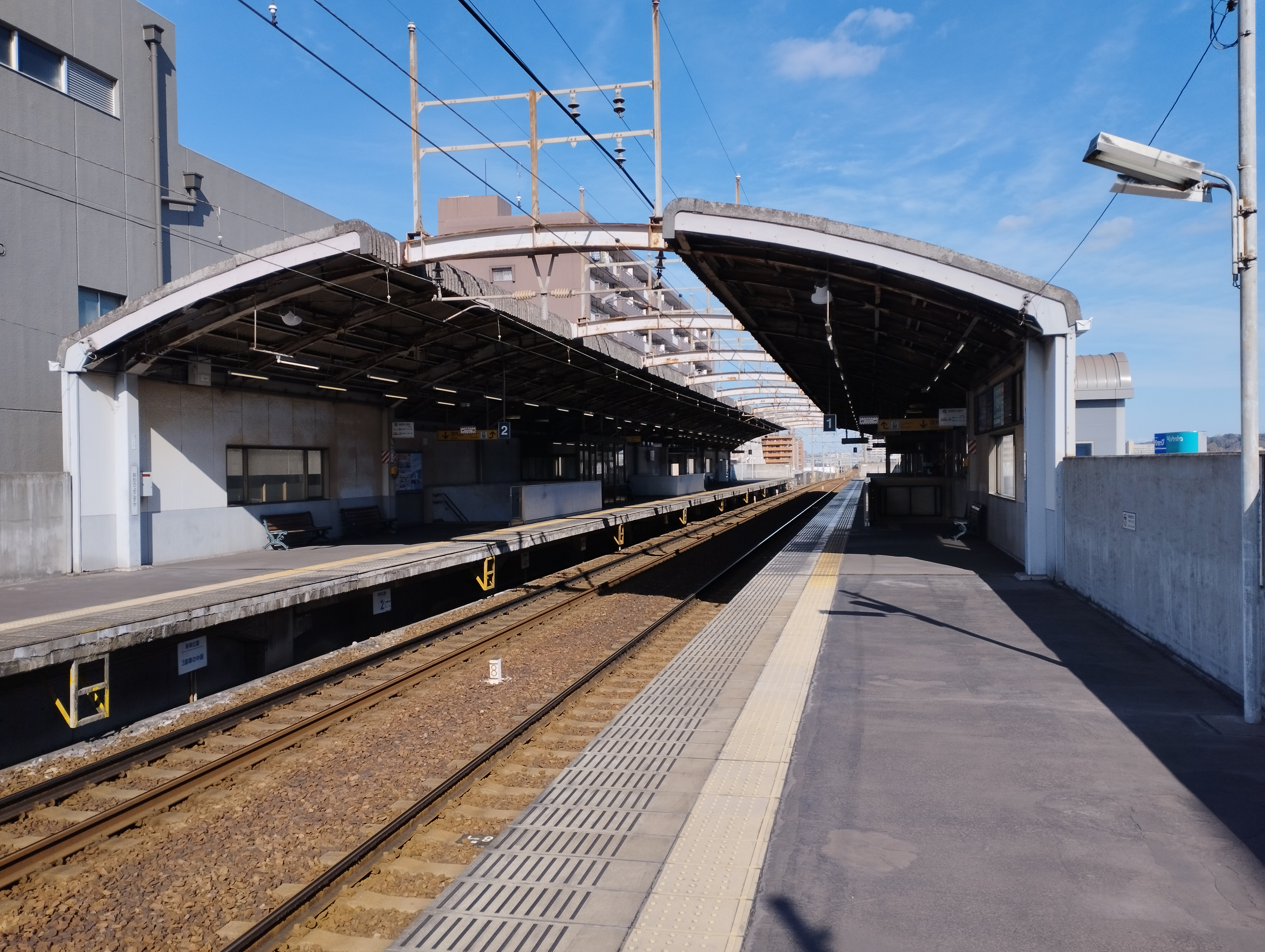
月台(2023年1月)

### 配線圖
| ← 太田川、 名古屋方向 | 尾張横須賀駅 站內配線略圖 | → 常滑、 中部國際機場方向 |
| 图例 参考文献：       |                           |                           |

## 使用狀況
- 在中提及在2013年度，當時1日平均上下車人次為5,311人，在名鐵所有車站（275站）排名第79，常滑線、機場線、築港線（26站）中排名第11[5]。
- 在中提及在1992年度，當時1日平均上下車人次為5,334人，除岐阜市內線均一車費區間內各站（岐阜市內線、田神線、美濃町線徹明町站至琴塚站之間）外名鐵所有車站（342站）中排名第79，常滑線、築港線（24站）中排名第10[6]。
- 在東海市統計資料中，在2017年度1日平均上下車人次為5,472人[7]。以下為近年1日平均上下車人次的列表：

| 年度               | 1日平均 上下車人次 |
| ------------------ | ------------------ |
| 2007年（平成19年） | 5,246              |
| 2008年（平成20年） | 5,261              |
| 2009年（平成21年） | 5,138              |
| 2010年（平成22年） | 5,053              |
| 2011年（平成23年） | 4,996              |
| 2012年（平成24年） | 5,043              |
| 2013年（平成25年） | 5,311              |
| 2014年（平成26年） | 5,234              |
| 2015年（平成27年） | 5,381              |
| 2016年（平成28年） | 5,394              |
| 2017年（平成29年） | 5,472              |

## 車站周邊

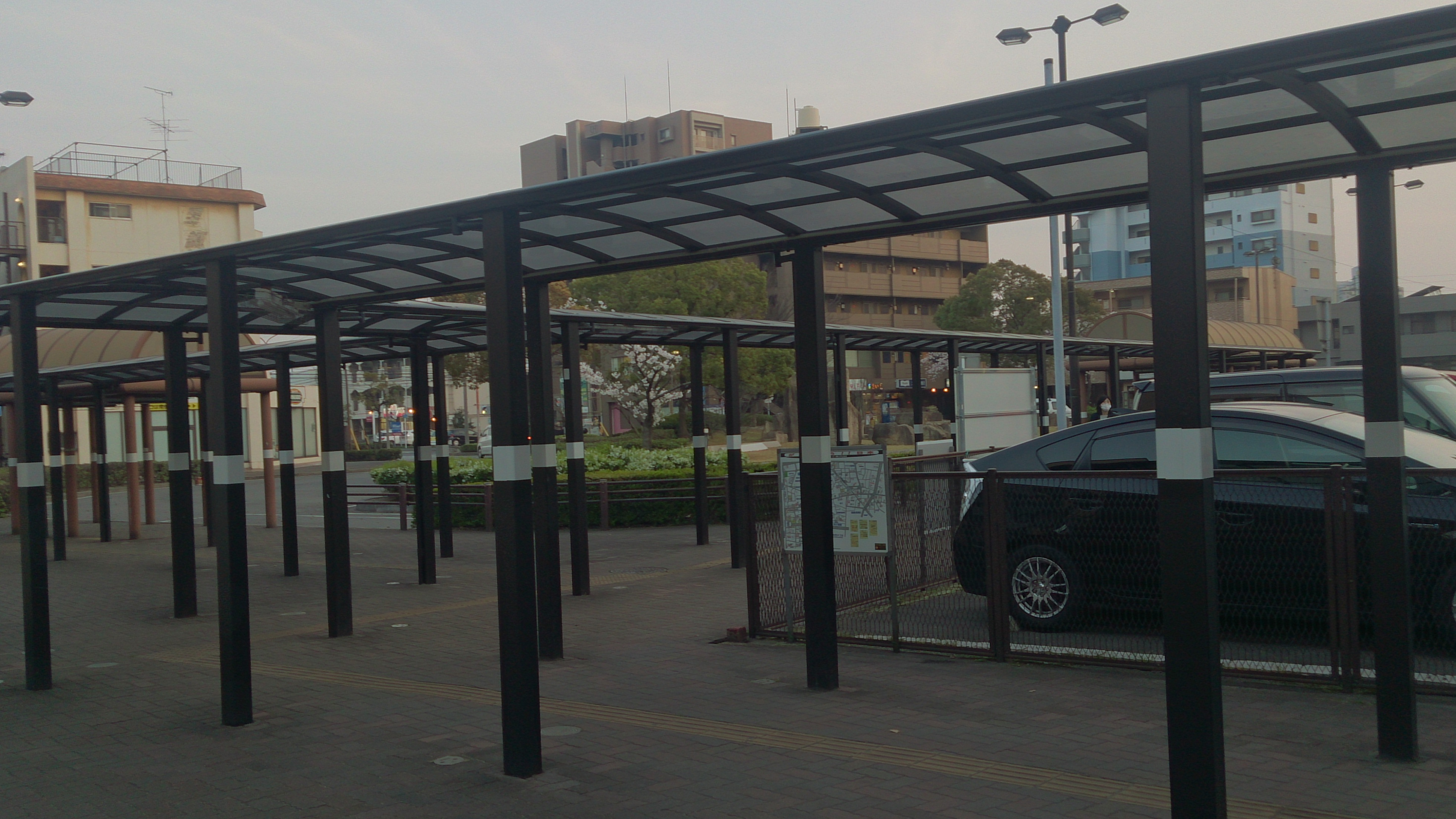
車站東側迴旋路 (2015年4月)

### 設施
- 東海警署（日语：東海警察署）
- 東海市民體育館
- 東海市立文化中心
- 三菱日聯銀行東海分店
- 知多信用金庫（日语：知多信用金庫）橫須賀分店
- 名鐵河和線 高橫須賀站 - 以東約700米。
- 天然溫泉 丸屋 玉之湯 - 即日來回的溫泉設施。以西約500米。
- 溫故知新處 商史料館

## 巴士路線
- 知多巴士（日语：知多乗合）
  - 往大府站西出口
- 東海市循環巴士（日语：らんらんバス (東海市)）(Ranran巴士)
  - 南路線

## 相鄰車站
名古屋鐵道
  常滑線
□μ-SKY（從中部國際機場站於9時後出發的上行列車和所有下行列車）
通過
□μ-SKY（從中部國際機場站於9時前出發的上行列車）、■特急、□快速急行
太田川（TA09）－尾張橫須賀（TA10）－朝倉（TA12）
■急行、■準急、■普通
太田川（TA09）－尾張橫須賀（TA10）－寺本（TA11）

## 注腳
1. ↑  名古屋鐵道廣報宣傳部（編）. . 名古屋鐵道. 1994: 1078.
2. ↑   (PDF). 名古屋鐵道.   [2015-03-09]. （原始内容存档 (PDF)于2015-04-02）.
3. 1 2  駅時刻表：名古屋鉄道・名鉄バス （页面存档备份，存于），2019年3月24日參閲
4. ↑  電氣車研究會『鐵道畫刊』通卷第816號 2009年3月 臨時特刊號 「特集 - 名古屋鉄道」，卷末收錄「名古屋鐵道 配線略圖」
5. ↑  名鐵120年史編纂委員會事務局（編）. . 名古屋鐵道. 2014: 160–162.
6. ↑  名古屋鐵道廣報宣傳部（編）. . 名古屋鐵道. 1994: 651–653.
7. ↑   (PDF). 東海市.   [2019-04-22]. （原始内容 (PDF)存档于2019-04-22）.

## 外部連結
- 尾張橫須賀 - 名古屋鐵道